# عید صلیب

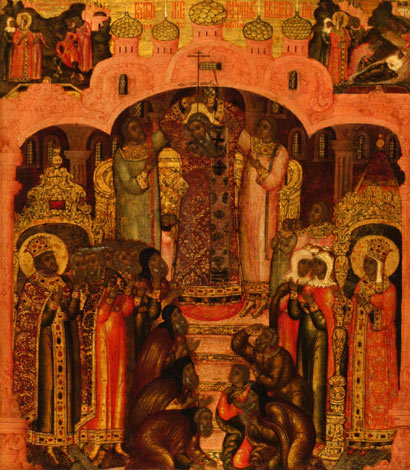
شمایل روسی جشن تجلیل صلیب در نگارخانه ترتیاکوف، مسکو

در میان جشن‌های مسیحی عیدهای صلیب گوناگونی وجود دارد که همگی صلیبی را که در تصلیب عیسی استفاده شد، تجلیل می‌کنند. برخلاف آدینه نیک که مختص مصائب عیسی و بر صلیب آویزی اوست، این جشن‌ها خود صلیب را به عنوان نشانهٔ رستگاری جشن می‌گیرند. در کلیساهای کاتولیک، کاتولیک شرقی، ارتدکس شرقی، لوتریان و انگلیکان بیشترین روز جشن گرفتن ۱۴ سپتامبر است.
از این عید به نام‌های جشن صلیب، تجلیل صلیب، پیروزی صلیب و روز صلیب مقدس نیز یاد می‌شود.

## پیشینه
جشن صلیب هرساله در ۱۴ سپتامبر برای گرامی‌داشت این سه رخداد اجرا می‌شود:
1. یافتن صلیب راستین توسط هلن قدیس
2. بازگشایی کلیساهای ساخته‌شده توسط امپراتور کنستانتین بر روی مقبره مقدس مسیح و تپه گلگتا (جلجتا).
3. بازگرداندن صلیب مقدس به اورشلیم در سال ۶۲۹ توسط امپراتور هراکلیوس پس از اینکه خسرو پرویز در سال ۶۱۴ در محاصره اورشلیم آن را به غنیمت گرفته بود. داستان این رویداد چنین است که بوران‌دخت خواستار برقراری رابطه خوب با امپراتوری بیزانس بود و هیئت فرستاده‌ای را به رهبری جاثلیق یشوع‌یهب دوم و دیگر بزرگان کلیسای ایران، نزد امپراتور هراکلیوس (حکومت از ۶۱۰ تا ۶۴۱) فرستاد.[۱]فرستاده بوران، حامل صلیب راستین بود که خسرو پرویز آن را در جنگ با رومیان از اورشلیم به غنیمت گرفته بود (رویدادی که منابع به دوره شیرویه و شهربراز نیز نسبت می‌دهند).[۲] بازگشت این صلیب به اورشلیم منشأ یک عید دینی به نام عید صلیب است.[۳]